# Rottyful Sky
Kim Haneul (22 de marzo de 1988–8 de octubre de 2013), conocida por su nombre artístico Rottyful Sky (en coreano: 로티플스카이), anteriormente conocida como Haneul, fue una cantante y productora de pop coreano.

## Carrera

### Carrera como solista y más sencillos (2001–2006)
Debutó en 2001 con el álbum Voice of Purity bajo el nombre artístico de "Sky". En aquel momento tenía 14 años, según el cálculo de la edad en Asia Oriental.
En 2006 anunció que se uniría al grupo de Hip-Hop Dance Roo'ra, aunque se retiró en 2007 antes de publicar nuevo material. El anuncio se hizo al mismo tiempo que Roo'ra anunciaba su regreso con un álbum de "lo mejor de", por lo que aparece acreditada en el álbum aunque no participó en él.
En 2009 se unió al grupo MADmoiselle, que publicó un sencillo digital antes de disolverse.

### Cambio de nombre artístico,No WayyGet Away(2010—2013)
Nueve años después de su debut, en 2010, hizo su reaparición como artista en solitario, bajo el nombre artístico de Rottyful Sky, con el lanzamiento del sencillo digital "No Way". En ese momento, se convirtió en la primera cantante producida por el actor y cantante Ryu Si-won. El 24 de junio de 2010, Sony MUSIC lanza el primer vídeo coreano de "No way" en 3D. El 12 de febrero de 2013, lanzó un segundo sencillo digital "Get Away".

## Muerte
El 8 de octubre de 2013, falleció a los 25 años tras luchar contra un tumor cerebral.

## Discografía

### Álbumes
- [2001.08.16] Voice of Purity (Hanul)

### Sencillos digitales
- [2010.07.22] No Way
- [2011.03.04] Midas OST Part.4 (마이더스)
- [2013.02.12] Get Away

### Colaboración/otros
- [2007.09.05] House Rulez – Mojito (#3 Mojito (feat. Hanul))
- [2008.06.20] My-Q – This Is for You (#4 Yeoreum Haneul (feat. Hanul))
- [2008.09.24] Listen Campaign (#4 Save My Heart)
- [2008.11.18] Ignite – Ignite Spot (1st Single Album) (#2 Good Memories (feat. Hanul))
- [2009.06.16] Ignite – Look So Good (#10 Good Memories (feat. Hanul) (Full Version))
- [2009.08.28] Style OST (#1 Tell Me (JP, Hanul), No. 5 Eojjeoda Neoreul, No. 17 Tell Me (Hanul Version))
- [2011.07.14] BIG BANG (cantante)|BIG BANG – BIG BANG 2+1 (#1 2+1 (feat. Hanul))
- [2011.07.29] Scent of a Woman OST Part.1 – (#2 Bluebird)

## Filmografía

### Dramas
- [2011] Manny (EP5)